# Kalendarz rzymski

Rekonstrukcja rzymskiego kalendarza kołeczkowego (parapegmy) z IV w.n.e. odkrytego w 1812 r. w Rzymie, w pobliżu term Trajana. Bóstwa na górze rysunku (od lewej: Saturn, Sol, Luna, Mars, Merkury, Jowisz, Wenus) reprezentują planety rządzące
siedmioma dniami tygodnia. Krąg przedstawia 12 znaków Zodiaku, a liczby po bokach dni miesiąca

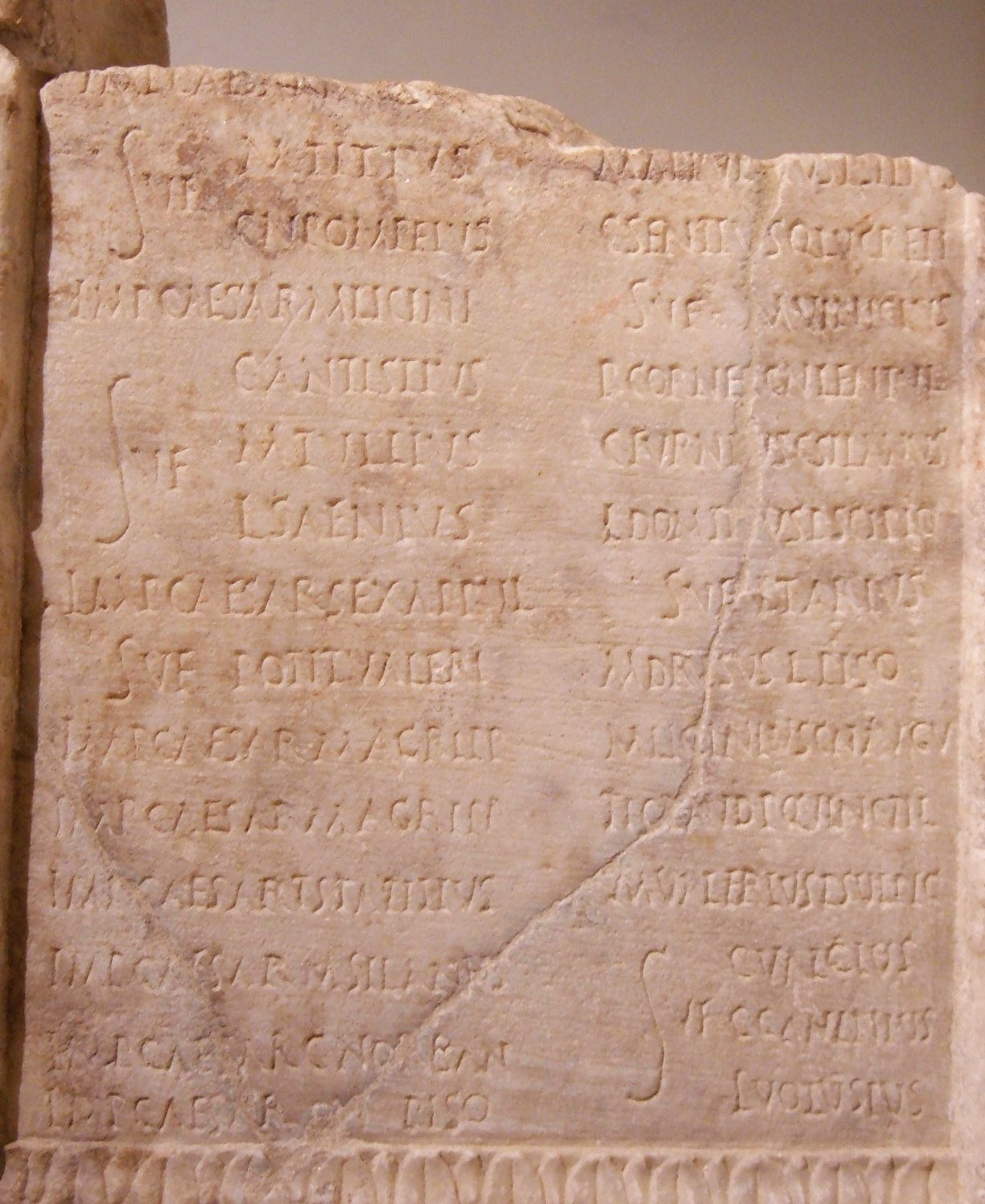
Kamienna płyta z kalendarzem rzymskim

Kalendarz rzymski – kalendarz typu księżycowego, stosowany w Rzymie do reformy Juliusza Cezara, czyli do roku 46 p.n.e. włącznie.
Za początek ery rzymskiej (Ab Urbe Condita, czyli od założenia miasta Rzym) uznano rok 753 p.n.e. Miało to jednak znaczenie tylko dla obliczeń historycznych, Rzymianie zwykle nie oznaczali lat kolejnymi liczbami.

## Wczesny kalendarz rzymski
Początkowo rok rzymski liczył sobie 304 dni podzielonych na 10 miesięcy; był to tzw. rok Romulusowy, zawierający 4 miesiące po 31 dni i 6 miesięcy po 30 dni. Rozpoczynał się od równonocy wiosennej miesiącem Martius, a kończył miesiącem December. Po 304 dniach następował nienumerowany 61-dniowy okres zimowy.

### Nazwy miesięcy we wczesnym kalendarzu wraz z liczbą dni
- Martius (31) – poświęcony Marsowi;
- Aprilis (30) – poświęcony Wenus;
- Maius (31) – poświęcony wszystkim bogom;
- Iunius (30) – poświęcony Junonie;
- Quintilis (31) = piąty;
- Sextilis (30) = szósty;
- September (30) = siódmy;
- October (31) = ósmy;
- November (30) = dziewiąty;
- December (30) = dziesiąty.

## Kalendarz rzymski (królewski)
Dopiero w VII lub VI wieku p.n.e. (według tradycji za panowania króla Numy Pompiliusza) wprowadzono rok liczący 365 dni z 12 miesiącami liczącymi 28, 29 lub 31 dni. Do wczesnego kalendarza rzymskiego dodano miesiące Februarius i Ianuarius, które w 450 r. p.n.e. przestawiono w kolejności. W związku z osobą króla Numy system ten zwany jest też niekiedy rzymskim kalendarzem królewskim.

### Nazwy miesięcy w kalendarzu rzymskim wraz z liczbą dni
- Martius (31) – poświęcony Marsowi;
- Aprilis (29) – poświęcony Wenus;
- Maius (31) – poświęcony wszystkim bogom;
- Iunius (29) – poświęcony prawdopodobnie |Lucjuszowi Juniusowi Brutusowi albo Junonie;
- Quintilis (31) = piąty, później Iulius na cześć Juliusza Cezara, który urodził się w tym miesiącu;
- Sextilis (29) = szósty; później Augustus na cześć Oktawiana Augusta;
- September (29) = siódmy;
- October (31) = ósmy;
- November (29) = dziewiąty;
- December (29) = dziesiąty;
- Ianuarius (29) – poświęcony Janusowi;
- Februarius (28) – przeznaczony na obrzędy oczyszczające (łac. februa) przed początkiem nowego roku.

Taki rozkład długości miesięcy daje 355 dni i powoduje, że średnia długość miesiąca wynosi 29,5 dnia (29 dni i 12 godzin), a poszczególne miesiące są mniej więcej zsynchronizowane z cyklem księżycowym, tzw. synodycznym (29 dni, 12 godzin, 44 minuty i 2,78 sek.).
Aby zsynchronizować rok kalendarzowy z cyklem zmian pór roku oraz w ogóle z cyklem słonecznym, co 2 lata dodawano liczący 22 lub 23 dni miesiąc zwany mercedonius lub intercalaris. Miesiąc ten wstawiano pomiędzy dzień 24 a 25 lutego – tak, by kończył się 4 (według rachuby Rzymian – 5) dni przed nowiem. Pełna synchronizacja miała przy tym następować – według świadectwa Liwiusza – w cyklu dziewiętnastoletnim, tj. po upływie 19 lat kalendarzowych dana faza księżyca miała występować dokładnie tego samego dnia, co przed 19 laty (zob. Cykl Metona).
Pierwotnie pierwszym miesiącem roku był marzec, a 15 marca (Idy marcowe) rozpoczynali urzędowanie konsulowie. W 153 r. p.n.e. termin ten przesunięto o dwa i pół miesiąca wstecz, na 1 stycznia, gdyż w przeciwnym razie konsulowie desygnowani na ten rok nie zdążyliby na początek sezonu działań wojennych do Iberii (tj. Hiszpanii). Jako że rzymscy urzędnicy byli wybierani na roczną kadencję, ustaliło to początek cyklu pracy administracji państwowej na pierwszego stycznia. I tak już zostało do tej pory.
Z tego punktu widzenia, gdy pierwszym miesiącem jest styczeń (Ianuarius), nazwy niektórych miesięcy nie są już adekwatne, np. September = ‘siódmy’, jest teraz dziewiątym miesiącem (wrzesień). Jeśli jednak początek roku urzędowego przesunięto na 1 stycznia, to pierwszym miesiącem roku sakralnego pozostał marzec. Dlatego luty jest do tej pory miesiącem najkrótszym i to do lutego dodaje się dzień w roku przestępnym; jest to relikt stanu, kiedy luty był ostatnim miesiącem roku.
System królewski działał dobrze przez kilkaset lat, w końcu jednak stał się przedmiotem manipulacji odpowiedzialnych za niego kapłanów (pontyfików), którzy skracali rok lub wydłużali w zależności od doraźnych celów politycznych. W efekcie za rządów Juliusza Cezara kalendarz spieszył już o kwartał – miesiąc Ianuarius (pierwotnie zimowy) przypadał jesienią. Wymusiło to reformę juliańską w 46 r. p.n.e.
Zreformowany kalendarz znany jest jako kalendarz juliański.

## Zapis dat
W każdym miesiącu tylko 3 dni miały swoje nazwy:
- Kalendy (łac. Kalendae) – 1. dzień miesiąca; od nich pochodzi nazwa ‘kalendarz’;
- Nony (łac. Nonae) – 5. dzień miesiąca 29-dniowego lub 7. – 31-dniowego;
- Idy (łac. Idus) – 13. dzień miesiąca 29-dniowego lub 15. – 31-dniowego (zobacz: Idy marcowe).

Terminy te były związane z fazami księżyca:
- Kalendae – to dzień po nowiu, kończącym miesiąc księżycowy;
- Nonae – wypadają osiem (9 według rzymskiej rachuby, stąd nazwa od łac. nonus – dziewiąty) dni przed Idami;
- Idus – dzień po pełni, wyznaczający środek miesiąca.

Pozostałe dni oznaczano jego kolejnością w stosunku do Kalend, Non i Id, licząc wstecz od tych dni. Rzymianie liczyli dni włącznie. Przykłady:
- PRID KAL APR – pridie Kalendas Apriles – przeddzień Kalend kwietniowych = 31 marca;
- PRID NON MAI – pridie Nonas Maias – przeddzień Non majowych = 6 maja;
- PRID ID IUN – pridie Idus Iunias – przeddzień Id czerwcowych = 12 czerwca;
- AD III KAL QUINT – ante diem III Kalendas Quintiles – trzeci dzień (włącznie) przed Kalendami lipcowymi = 28 czerwca;
- AD XVI KAL IAN MCMLXVI – ante diem XVI Kalendas Ianuarias anno MCMLXVI – szesnasty dzień (włącznie) przed Kalendami styczniowymi w roku 1966 = 15 grudnia 1965.